# Tien jaar na dato
Tien jaar na dato is een hoorspel van Rodney Wingfield. The Tenth Anniversay werd op 9 februari 1972 door de BBC uitgezonden. De Süddeutscher Rundfunk bracht het in 1973 onder de titel Mord in Monkstead. Aya Zikken vertaalde het en de TROS zond het uit op woensdag 25 september 1974. De regisseur was Harry Bronk. Het hoorspel duurde 45 minuten.

## Rolbezetting
- Floor Koen (stationsbeambte)
- Jan Wegter (Ridley)
- Bob Verstraete (Henley)
- Frans Kokshoorn (Green)
- Willy Ruys (Saddler)
- Frans Vasen (Hart)
- Bert Dijkstra (Manning)
- Marijke Bakker (Valery)

## Inhoud
Tien jaar geleden werd een kersvers echtpaar brutaal vermoord in een landhuis en de zaak werd nooit opgelost. Inspecteur Ridley behandelde ze indertijd en nu komt hij op de plaats van het misdrijf terug. Plots verdwijnt hij evenwel spoorloos…